# ركيبة
الركيبة هي ركبة صغيرة، أو هيكل زاوي يشبه الركبة. ويُستخدم هذا المصطلح في كثير من الأحيان في المصطلحات التشريحية للدلالة على انحناء ركبي حاد في هيكل أو عضو صغير.

تقع الكتلة العصبية الركبية على سبيل المثال في النفق الوجهي على ركيبة العصب الوجهي، وهي النقطة التي يغير فيها العصب من اتجاهه.